# International Mobile Equipment Identity
Die International Mobile Station Equipment Identity (IMEI) ist eine 15-stellige Seriennummer, anhand derer jedes GSM- oder UMTS-Endgerät weltweit eindeutig identifiziert werden können soll. Dual-SIM-Handys besitzen zwei IMEI-Nummern.
In der breiten Öffentlichkeit ist die IMEI durch die Möglichkeit zum Sperren eines gestohlenen Mobiltelefons bei den Mobilfunknetzbetreibern bekannt. Nach Sperrung ist das Mobiltelefon auch mit einer anderen SIM-Karte nicht benutzbar. Dazu werden die betroffenen IMEIs in Listen geführt. Die IMEI ist für den Diebstahlschutz jedoch nur eingeschränkt brauchbar, da sich die IMEI eines Handys mit entsprechender Software neu programmieren lässt. Weitere Details zu diesen Listen und deren mangelhafter Eignung zum Diebstahlschutz siehe unter Equipment Identity Register (EIR).
Die IMEI sollte aufbewahrt werden, um das Endgerät im Falle eines Diebstahls der Polizei als gestohlen melden zu können. Die IMEI wird außerdem häufig benötigt, um einen SIM-Lock zu entfernen.

## Abfrage
Die IMEI eines Mobiltelefons kann durch die Eingabe *#06# im Eingabefeld der Telefonnummer abgefragt werden. Dieser Tastencode ist einheitlich im GSM-Standard vorgeschrieben.
Bei vielen Mobiltelefonen kann man die IMEI auch auf dem Typenschild, der Verpackung oder auf dem SIM-Tray (seitlich einschiebbare Halterung für das SIM) finden. Bei Telefonen, bei denen der Akku entfernt werden kann, befindet sich diese Angabe üblicherweise unter dem Akku.
Bei iPhones und iPads findet man deren IMEI auch unter Einstellungen > Allgemein > Info.
Bei älteren Ericsson- sowie den meisten Sony-Ericsson-Modellen kann die IMEI auch mit folgender Tastenkombination abgerufen werden: →*←←*←*.

## Format
IMEIs von Endgeräten, die ab dem 1. April 2004 zugelassen wurden, bestehen aus drei Teilen:
- Die ersten acht Ziffern bilden den TAC (Type Allocation Code). Die ersten zwei Ziffern des TAC bestehen aus einem Reporting Body Identifier (RBI) und weisen auf die zulassende Akkreditierungsstelle hin. Die restlichen sechs Ziffern enthalten den Zulassungscode. Der TAC ist für verschiedene Endgerätehardware eindeutig und kann zur Identifizierung eines Endgerätetyps herangezogen werden.[3]
- Die nächsten sechs Ziffern bilden die eigentliche Seriennummer des Endgeräts (SNR).
- Die letzte Ziffer ist die Prüfziffer CD (Check Digit). In GSM-Phase-1-Geräten ist sie '0', ab Phase 2 ist sie belegt. Die Prüfziffer wird lediglich im Gerät gespeichert, bei Übermittlung im Netz wird immer eine '0' übertragen. Der Algorithmus zur Errechnung ist dokumentiert in 3GPP TS 23.003, Anhang B.[3]

Bis 2002 war der TAC nur sechsstellig und gab Auskunft über den Hersteller. Darauf folgte ein zweistelliger Final Assembly Code (FAC) mit einer weiteren Hersteller-spezifischen Kennung. Während der Übergangsfrist von Januar 2003 bis Ende März 2004 wurden anstelle dessen zwei Nullen verwendet. Beide Stellen zählen seit April 2004 zum TAC.
Einige Endgeräte verfügen außerdem noch über eine zweistellige Kennung des jeweils im Gerät vorhandenen Softwarestands, die Software Version Number (SVN). Diese ist nicht Bestandteil der IMEI, wird jedoch häufig bei Abfrage durch *#06# mit ausgegeben.

## Eindeutigkeit der IMEI in der Praxis
Während der Standard vorsieht, dass eine IMEI eindeutig und vor Manipulation durch den Benutzer geschützt ist, ist dies in der Praxis nicht der Fall. Bei vielen seit 2002 auf dem Markt befindlichen Geräten ist eine Manipulation der IMEI möglich. 2002 veröffentlichte die BBC einen Bericht, in dem es hieß, dass etwa 10 % der IMEIs nicht eindeutig seien. Die GSMA selbst legt die Verantwortung für die Einhaltung der Standards und somit die Eindeutigkeit der IMEI sowie den Schutz vor Manipulation dieser in die Hände der Gerätehersteller, räumt aber ein, dass die Standards besonders außerhalb der Europäischen Union nur mangelhaft zur Anwendung kommen. Der Umstand, dass ein Großteil der Gerätehersteller außerhalb der EU ansässig sind, verdeutlicht, dass die Sicherheit und Eindeutigkeit von IMEIs nicht gewährleistet ist.